# 黑萼棘豆
黑萼棘豆（学名：Oxytropis melanocalyx）为豆科棘豆属下的一个种。